# زودياك (فلم)
زودياك هو فيلم أمريكي مقتبس من سلسلة عمليات قتل حدثت في الستينيات والسبعينيات من قبل رجل يلقب نفسه بالزودياك، بدأ زودياك جرائمه في سان فرانسيسكو، كاليفورنيا.زودياك كان يقوم بجريمته ويتصل على الشرطة لينسب الجريمة له ومن ثم يرسل رساله مشفره للصحف المحلية يطلب منها عرضها على صحيفتها، رسام الكاريكاتير روبرت جرايسميث، والذي يلعب دوره جايك جيلنهال، يفك شفرات الرسائل التي تصل للصحيفة بعد كل جريمه يقوم بها زودياك.

## وصلات خارجية
- زودياك على موقع IMDb (الإنجليزية)
- زودياك على موقع ميتاكريتيك (الإنجليزية)
- زودياك على موقع الموسوعة البريطانية (الإنجليزية)
- زودياك على موقع روتن توميتوز (الإنجليزية)
- زودياك على موقع نتفليكس (الإنجليزية)
- زودياك على موقع قاعدة بيانات الأفلام العربية
- زودياك على موقع ألو سيني (الفرنسية)
- زودياك على موقع Turner Classic Movies (الإنجليزية)
- زودياك على موقع أول موفي (الإنجليزية)
- زودياك على موقع بوكس أوفيس موجو (الإنجليزية)

- الموقع الرسمي نسخة محفوظة 16 مارس 2008 على موقع واي باك مشين.